# Авантюрист (роман)
«Авантюрист» (оригінальна назва — рос. Авантюрист) — роман українських письменників Марини та Сергія Дяченків; вийшов у видавництві «Северо-Запад Пресс» 2000 року. Це остання, четверта книга у тетералогії «Блукачі».

## Опис книги

### Україна
Ретанаару Рекотарсу, авантюристу, блазню та шахраєві, жити залишилося недовго. Він спійманий та засуджений, і, здається, цього разу покарання вже не уникнути! Всевидющий Суддя старанно відраховує кожний із відведених йому днів. Але і за цей час можна встигнути багато…
Павутиння доріг, хитросплетіння доль… Мертві й зниклі колись повертаються. Повертаються, щоб зустрітися знову, щоб дописати свій життєвий роман до кінця. «Блукачі» призначають нам останнє побачення…

### Польща
Молодий, красивий Ретано є спадкоємцем великого мага Даміра, і хоча його аристократичний рід дуже зубожів, сам він є чарівним...лиходієм. Ошуканцем і брехуном, якому залишилось жити рік. Обтяжений магічним вироком, він шукає порятунку у потужнгого чародія. Той погоджується йому допомогти за певної умови. Молодик мусить завоювати серце Алани із роду Соллів і взяти її за дружину. Напочатку завдання не виглядає тяжким, але з кожним днем проблеми тільки додаються. Ніщо не є таким, яким видається. Родина Лаура Солля, Останнього Брамника, приховує багато темних секретів, а сам чародій обдурив нещасного коханця...Немудрого авантюриста, що буде змушений заплатити за свою вину. У сміливому і несподіваному фіналі циклі «Блукачі» замкнуться усі нитки і настане розгадка всіх загадок.

### Росія
Він винний і засуджений, він знає дату своєї смерті. Чи зможе Ренатоо Рекотарс скасувати кару? Чи встигне прожити життя за один рік? Справжнє людське життя?
Роман «Авантюрист» завершує знаменитий цикл «Блукачі» М. та С. Дяченків, підводячи риску у взаємовідносинах людства, магів і Третьої Сили.

## Цікаві факти
Роман було написано 1998 року, після роману «Печера», проте він вийшов 2000 року.

## Нагороди[4]
- 2000 — фестиваль «Звёздный Мост», премія Найкращий цикл, серіал і роман із продовженням (2-ге місце)

## Видання[4]
- 2000 рік — видавництво «Северо-Запад Пресс», «АСТ». (рос.)
- 2002 рік — видавництво «Эксмо». (рос.)
- 2003 рік — видавництво «Эксмо». (рос.)
- 2005 рік — видавництво «Эксмо». (рос.)
- 2007 рік — видавництво «Зелений пес». (укр.)
- 2008 рік — видавництво «Эксмо». (рос.)
- 2009 рік — видавництво «Эксмо». (рос.)
- 2010 рік — видавництво «Эксмо». (рос.)
- 2010 рік — видавництво «Solaris». (назва — пол. Awanturnik) (пол.)[7]

## Український переклад
Українською мовою був перекладений і вийшов 2007 року у видавництві «Зелений пес».